# معاملة المثليين في بولندا
قد يواجه الأشخاص من المثليين والمثليات ومزدوجي التوجه الجنسي والمتحولين جنسياً (اختصاراً: LGBT) في بولندا
تحديات قانونية لا يواجهها غيرهم من المغايرين جنسيا. يعتبر كل من النشاط الجنسي المثلي بين الذكور وبين الإناث قانونيا في بولندا. تم تأكيد هذا رسميا في عام 1932، وتمت المساواة في السن القانونية للنشاط الجنسي المثلي والمغاير، والتي تم تحديدها على 15عاما. تقدم بولندا لمجتمع المثليين نفس الحقوق كالمغايرين في بعض المناطق: يسمح للرجال المثليين ومزدوجي التوجه الجنسي بالتبرع بالدم، ويسمح للمثليين والمثليات ومزدوجي التوجه الجنسي بالخدمة بشكل علني في القوات المسلحة البولندية، ويسمح للأشخاص المتحولين جنسياً بتغيير جنسهم القانوني وفقاً لمتطلبات معينة بما في ذلك خضوعهم لجراحة إعادة تحديد الجنس. يحظر القانون البولندي التمييز في التوظيف على أساس التوجه الجنسي. ولكن، لا توجد أي حماية للتعليم والخدمات الصحية وجرائم الكراهية وخطاب الكراهية. في عام 2018، حكمت المحكمة العليا أنه من غير القانوني حرمان السلع والخدمات على أساس التوجه الجنسي.
يميل المجتمع البولندي إلى أن يكون محافظًا اجتماعيًا مع قضايا حقوق المثليين. ينتسب أغلبية السكان البولنديين إلى الكنيسة الكاثوليكية. على هذا النحو، تؤثر الأعراف الكاثوليكية بقوة على إدراك الجمهور وتسامح مجتمع المثليين. تنص المادة 18 من الدستور البولندي على أن «الزواج، باعتباره اتحادا بين رجل وامرأة [...] يجب أن يوضع تحت حماية ورعاية جمهورية بولندا». مما أدى إلى تفسيرات مختلفة بالإضافة إلى قضايا قانونية حول ما إذا كان الدستور يسمح بزواج المثليين أم لا. في فبراير 2019، حكمت محكمة عليا في وارسو أن الدستور البولندي لا يحظر صراحة زواج المثليين. لاتعترف بولندا بالاتحادات المدنية، على الرغم من استمرار النقاش حول هذه القضية. ومع ذلك، فإن المواقف تتطور وتصبح أكثر قبولا، تمشيا مع الاتجاهات العالمية. في عام 2011، أصبحت آنا غرودزكا ثالث عضوة برلمان متحولة جنسيا في العالم، بعد جورجينا باير من نيوزيلندا وفلاديمير لوكسوريا من إيطاليا. بالإضافة إلى ذلك، في عام 2014، تم انتخاب الناشط المثلي روبرت بيدرو كرئيس بلدية سووبسك. زاد قبول الأشخاص من مجتمع المثليين في المجتمع البولندي في تسعينات القرن العشرين وأوائل القرن الواحد والعشرين في وقت مبكر، وذلك أساسا بين الشباب وأولئك الذين يعيشون في المدن الكبرى مثل وارسو وكراكوف. هناك مشهد مرئي واضح مع نوادي في جميع أنحاء البلاد، ويقع معظمها في المناطق الحضرية الكبيرة. وهناك أيضا العديد من منظمات حقوق المثليين، وأكبرها هي حملة مكافحة رهاب المثلية ولامدا وارسو. وقد أظهرت استطلاعات الرأي أن غالبية البولنديين يدعمون الآن الاتحادات المدنية للشركاء المثليين، والحقوق القانونية المحدودة مثل الميراث والحق في اتخاذ القرارات الطبية، فضلاً عن الاعتراف بزواج المثليين الذي يتم عقده في الخارج.
أعرب العديد من الأحزاب السياسية اليسارية، كتحالف اليسار الديمقراطي، حزب العمال المتحدة، والحزب الديمقراطي الاجتماعي، «حركتك» والحزب الحديث، عن دعم حركة حقوق المثليين. يمكن العثور أيضا على بعض الأصوات الداعمة الفردية في حزب يمين الوسط «المنبر المدني».

## قانونية النشاط الجنسي المثلي
لم يكن هناك أبداً أي قانون ضد المثلية الجنسية في ظل حكومة بولندية حرة وديمقراطية. خلال تقسيم بولندا (1795-1918)، فرضت سلطات الاحتلال قوانين تحظر المثلية الجنسية. تم إلغاء تجريم المثلية الجنسية بموجب القانون في عام 1932، بإدخال قانون عقوبات جديد. تم تحديد السن القانونية للنشاط المثلي على 15، بالتساوي مع السن القانونية للنشاط الجنسي المغاير. تم إضفاء الشرعية على الدعارة المثلية في عام 1969. تم حذف المثلية الجنسية من قائمة الأمراض في عام 1991.

## الاعتراف القانوني بالعلاقات المثلية
لا يوجد اعتراف قانوني بالشركاء المثليين في بولندا. ولكن يتمتع الشركاء المثليون بفوائد محدودة معينة، خاصة في عقد الإيجار لأسرة مشتركة، الحق في عدم الشهادة ضد حقوق الشريك، والإقامة بموجب قانون الاتحاد الأوروبي. لا يتم الاعتراف بزواج المثليين، وتنص المادة 18 من دستور بولندا على أن «الزواج، كونه اتحاد بين رجل وامرأة، وكذلك الأسرة والأمومة والأبوة، يجب أن يوضع تحت الحماية والرعاية لجمهورية بولندا»، مما أدى إلى العديد من النقاشات حول ما إذا كان حظرًا نهائيًا على زواج المثليين أم لا.
اقترح مشروع قانون لتشريع الاتحادات المدنية لأول مرة في عام 2003. وفي عام 2004، في ظل الحكومة اليسارية، وافق مجلس الشيوخ على مشروع قانون يسمح للشركاء المثليين بتسجيل علاقتهما. كان من الممكن منح الأطراف في اتحاد مدني بموجب مشروع القانون مجموعة كبيرة من المزايا والحماية والمسؤوليات (مثل صناديق التقاعد والضرائب المشتركة والمزايا المتعلقة بالوفاة)، التي تُمنح حاليًا للزوج فقط في الزواج، على الرغم من أنه لم يكن من الممكن السماح بتبني الأطفال. لكن فشل مشروع القانون بسبب الانتخابات العامة لعام 2005.
تأتي المعارضة الرئيسية لتشريع زواج المثليين أو الاتحادات المدنية من الكنيسة الكاثوليكية الرومانية، ذات النفوذ السياسي، التي تتمتع بدرجة كبيرة من النفوذ في الدولة. كما تتمتع الكنيسة بمكانة اجتماعية هائلة. تعتقد الكنيسة أن المثلية الجنسية انحراف. في عام 2012، يعتبر 95% من البولنديون أنفسهم من الروم الكاثوليك، ويمارس 54% منهم طقوسهم الدينية كل أسبوع.
في يناير/كانون الثاني 2013، صوّت مجلس النواب على رفض خمسة مشاريع قوانين مقترحة من شأنها أن تشرع الشراكات المسجلة للشركاء المثليين والشركاء المغايرين. وأصدرت المحكمة العليا في وقت لاحق الرأي مشيرا إلى أن مشاريع القوانين المقترحة من قبل تحالف اليسار الديمقراطي، حركتك والمنبر المدني كانت جميع دستورية، وبأن المادة 18 من الدستور تحمي الزواج. في ديسمبر 2014، رفض مجلس النواب البولندي التعامل مع قانون الشراكة المدنية الذي اقترحته حركتك، مع تصويت 185 صوتا لصالح مناقشته في مقابل تصويت 235 صوتا ضد ذلك. في مايو 2015، رفض مجلس النواب مرة أخرى التعامل مع هذا الموضوع، مع تصويت 146 نائبا لصالحه مقابل 215 نائبا ضد (146-215). وقالت رئيسة الوزراء إيفا كوباتش إن الشراكات المدنية هي قضية يواجهها البرلمان المقبل.
تم اقتراح مشروع قانون شراكة مسجلة جديد في 12 فبراير 2018 من قبل الحزب الحديث.
في يونيو 2018، قضت محكمة العدل الأوروبية في قضية كومان وآخرون ضد المفتشية العامة للهجرة ووزارة الداخلية بأن الدول الأعضاء في الاتحاد الأوروبي يجب أن تمنح الأزواج المثليين المتزوجين، إذا كان شريك واحد على الأقل مواطناً في الاتحاد الأوروبي، حقوق الإقامة الكاملة، والاعتراف بحرية تنقلهما.

### تصويت مجلس النواب البولندي على مشاريع قوانين الشراكة المدنية
| التاريخ        | على             | لصالح | ضد  | لم يصوت | النتيجة |
| -------------- | --------------- | ----- | --- | ------- | ------- |
| 25 يناير 2013  | الشراكة المسجلة | 150   | 276 | 23      | No      |
| 25 يناير 2013  | الشراكة المسجلة | 138   | 284 | 28      | No      |
| 25 يناير 2013  | الشراكة المسجلة | 137   | 283 | 30      | No      |
| 25 يناير 2013  | الشراكة المسجلة | 137   | 283 | 30      | No      |
| 25 يناير 2013  | اتفاق الشراكة   | 211   | 228 | 10      | No      |
| 18 ديسمبر 2014 | الشراكة المسجلة | 185   | 235 | 18      | No      |
| 26 مايو 2015   | الشراكة المسجلة | 146   | 215 | 24      | No      |

### حقوق المساكنة المحدودة
في 23 فبراير 2007، أقرت محكمة الاستئناف في بياويستوك بمساكنة مثلية. في 6 ديسمبر 2007، تم تأكيد هذا الحكم من قبل المحكمة العليا في وارسو.
في حين أن بولندا لا تملك أي قانون محدد بشأن المساكنة، إلا أن لديها بعض الأحكام في مختلف الأفعال القانونية أو أحكام المحكمة العليا التي تعترف بالعلاقات بين الشركاء غير المتزوجين وتزود الشركاء المعنيين بحقوق والتزامات محددة. على سبيل المثال، تستخدم المادة 115 (11) من قانون العقوبات مصطلح «الشخص الأقرب»، والذي يشمل العلاقات الرومانسية غير الرسمية. يمنح وضع «الشخص الأقرب» الحق في رفض الشهادة ضد الشريك. ويشمل مصطلح «شريك» الشركاء المثليين والمثليات.
صدر قرار من المحكمة العليا في الفترة من 28 نوفمبر 2012 (III CZP 65/12) حول تفسير مصطلح «شخص عاش في مساكنة مع المستأجر» فيما يتعلق بقضية رجل مثلي الجنس الذي كان شريكه المتوفى، المستأجر الرئيسي للشقة. وفسرت المحكمة القانون بطريقة تعترف بالشريك الباقي على قيد الحياة على أنه مفوض بامتلاك الحق في الإيجار. وذكرت المحكمة أن الشخص المتبقي بالمساكنة مع المستأجر - بالمعنى المقصود في المادة 691 § 1 من القانون المدني - هو الشخص المرتبط بالمستأجر عن طريق رابطة ذات طبيعة عاطفية وجنسية واقتصادية. وهذا يشمل أيضا شخص مثليا. سابقا، في مارس 2010، حكمت المحكمة الأوروبية لحقوق الإنسان، في قضية «كوزاك ضد بولندا»، أن من حق المثليين أن يرثوا من شركائهم.

## التبني وتنظيم الأسرة
لايقدر الشركاء المثليون على التبني قانونيا في بولندا. علاوة على ذلك، لا تستطيع الشريكات المثليات من النساء الوصول إلى التلقيح الاصطناعي.
في أكتوبر 2018، حكمت المحكمة الإدارية العليا أنه يمكن لشريكتين مثليتين أن تسجلا طفلهما البالغ من العمر 4 سنوات. ووصفت وسائل الإعلام البولندية القضية بأنها «الأولى من نوعها في بولندا».

## الحماية من التمييز

خريطة بولندا مع علم فخر المثليين

أضيفت أحكام مكافحة التمييز إلى قانون العمل في عام 2003. ويكفل الدستور البولندي المساواة بموجب القانون ويحظر التمييز على أساس «أي سبب». تم رفض اقتراح تضمين حظر التمييز على أساس التوجه الجنسي في الدستور في عام 1995، بعد اعتراضات الكنيسة الكاثوليكية القوية.
في عام 2007، كانت وزارة العمل تحضّر قانون مكافحة التمييز الذي يحظر التمييز على أسس مختلفة، بما في ذلك التوجه الجنسي، ليس فقط في العمل والتوظيف، ولكن أيضاً في الضمان الاجتماعي والحماية الاجتماعية والرعاية الصحية والتعليم، على الرغم من أن توفير السلع والخدمات والحصول عليها لن يخضع إلا لحظر التمييز على أساس العرق أو الأصل العرق. في 1 يناير 2011، دخل قانون جديد للمساواة في المعاملة حيز التنفيذ يحظر التمييز على أساس التوجه الجنسي في التوظيف فقط. في سبتمبر 2015، خلصت منظمة العفو الدولية إلى أن "مجتمع المثليين في بولندا يواجه تمييزًا واسع النطاق ومتجذرًا في جميع أنحاء البلاد" وأن النظام القانوني البولندي ناقص بشكل خطير عندما يتعلق الأمر بحماية المثليات والمثليين ومزدوجي التوجه الجنسي والمتحولين جنسيا وثنائيي الجنس (LGBTI) وغيرهم من الأقليات من جرائم الكراهية."
في يونيو 2018، حكمت المحكمة العليا البولندية بأن طابعة لودز تصرفت بشكل غير قانوني عندما رفضت طباعة لافتات لمجموعة أعمال تتعلق بمجتمع المثليين. جادلت المحكمة بأن مبدأ المساواة يعني أن الطابعة ليس لديها الحق في حجب الخدمات من أعمال مجتمع المثليين. كما حكمت المحكمة بأن التوجه الجنسي أو العرق أو السمات الأخرى لشخص ما لا يمكن أن تكون الأساس لرفض تقديم الخدمة، ولكن يجب أيضاً مراعاة حرية الضمير والدين. رحبت حملة مناهضة رهاب المثلية بالحكم، إلا أن وزير العدل زبيغنيف زيوبرو أدان هذا الحكم الذي وصفه بأنه «ضد الحرية» و «عنف الدولة في خدمة إيديولوجية الناشطين المثليين».

### قوانين جرائم الكراهية
في عام 2019، هناك مشروع قانون قيد النظر في البرلمان لتوفير تعزيزات جزائية إذا كان الدافع للجريمة هو جنس الضحية، أو الهوية الجندرية، أو السن، أو الإعاقة أو الميول الجنسية.

## الهوية الجندرية والتعبير عنها
تم إجراء عدة حالات لتحويل الجنس قانونية منذ الستينات. يجب على الأشخاص المتحولين جنسياً الذين يسعون لتغيير جنسهم القانوني الخضوع لعملية جراحية لتغيير نوع الجنس والحصول على تشخيص طبي.
في يوليو 2015، وافق مجلس النواب البولندي على مشروع قانون للاعتراف بالمتحولين جنسيا. بموجب مشروع القانون، كان سيصبح بإمكان المتحوّلين جنسياً تغيير الجنس دون أي تدخلات طبية، لكنهم كانوا سيحتاجون إلى بيانات من خبراء الصحة العقلية بأنهم يعانون بالفعل من اضطراب الهوية الجندرية. تمت الموافقة على مشروع القانون في تصويت 252 صوتا لصالحه مقابل 158 صوتا ضده (252-158). وافق مجلس الشيوخ على مشروع القانون في أغسطس. رفض الرئيس أندجي دودا التوقيع على ذلك في أكتوبر/تشرين الأول، وفشل البرلمان فيما بعد في تجاوز حق النقض.

## الخدمة العسكرية
لا يتم حظر المثليات والمثليين ومزدوجي التوجه الجنسي من الخدمة العسكرية. هناك سياسة «لا تسأل، لا تقل» غير مكتوبة في القوات المسلحة البولندية.

## علاج التحويل
يؤثر علاج التحويل تأثيراً سلبياً على حياة الأشخاص المثليين، ويمكن أن يؤدي إلى تدني احترام الذات والاكتئاب والتفكير في الانتحار.
في شباط/فبراير 2019، قدم نواب عن «الحزب الحديث» إلى جانب حملة الحملة ضد رهاب المثلية مشروع قانون إلى مجلس النواب لحظر علاج التحويل. يهدف مشروع القانون إلى حظر استخدام أو ترويج أو الإعلان عن علاج التحويل. كما سيحظر الترويج للأشخاص أو الكيانات التي تقدم أو تستخدم أو تعلن أو تروّج لهذا العلاج الزائف. ويخطط النواب لتقديم مشروع القانون إلى البرلمان البولندي حيث ستتم قراءته الأولى في الأشهر القادمة.

## التبرع بالدم
سمح للرجال المثليين ومزدوجي التوجه الجنسي بالتبرع بالدم في بولندا منذ عام 2005. وفي عام 2008، وضع المركز الوطني للدم اللوائح التي تحظر التبرع بالدم من قبل الرجال المثليين ومزدوجي التوجه الجنسي، لكن اللوائح سرعان ما أُلغيت.

## المواقف الاجتماعية والرأي العام
وجد استطلاع عام 2005 أن 89% من السكان يعتبرون المثلية الجنسية نشاطا غير طبيعي. ومع ذلك، يعتقد نصفهم أنه يمكن التغاضي عنها.
أشار استطلاع للرأي أجري في أواخر عام 2006 بناء على طلب المفوضية الأوروبية إلى أن الرأي العام البولندي عارض بشكل كبير زواج المثليين وتبني المثليين للأطفال. وجد استطلاع أجرته مؤسسة يوروباروميتر عام 2006 أن 74% و 89% من البولنديين يعارضون زواج المثليين وتبني المثليين للأطفال. ومن بين الدول الأعضاء في الاتحاد الأوروبي التي شملتها الدراسة، كان لدى لاتفيا واليونان فقط مستويات أعلى من المعارضة. أظهر استطلاع للرأي في يوليو 2009 أن 87% من البولنديين كانوا ضد تبني المثليين. وأظهر استطلاع للرأي أجري في 23 ديسمبر 2009 ل«نيوزويك بولندا» تحولا آخر نحو مواقف أكثر إيجابية. ذكر 60% من المجيبين أنهم لن يكون لديهم أي اعتراضات على وجود وزير مثلي علني أو رئيس حكومة.
كشفت دراسة عام 2008 أن 66% من البولنديين يعتقدون أن الأشخاص المثليين لا يحق لهم تنظيم المظاهرات العامة، بينما يعتقد 69% من البولنديين أنه لا ينبغي أن يكون للمثليين الحق في إظهار أسلوب حياتهم. أيضا، يعتقد 37% من البولنديين أن مثلي الجنس ينبغي أن يكون لهم الحق في الانخراط في النشاط الجنسي، مع اعتقاد 37% أنه لا ينبغي لهم.
كشفت دراسة أجريت عام 2010 ونشرت في صحيفة «رزيكزبوسبوليتا» أن البولنديين عارضوا بأغلبية زواج المثليين وتبني المثليين للأطفال. عارض 80% من البولنديين عارضوا زواج المثليين بينما عارض 93% من البولنديين التبني.
في عام 2010، وجد استطلاع رأي أجرته مؤسسة «إي» لمجلة نيوزوييك بولندا أن 43% من البولنديين يوافقون على أنه يجب حظر الأشخاص المثليين بشكل علني من الخدمة العسكرية، بينما اعتقد 38% أن مثل هذا الحظر يجب ألا يكون موجودًا في الجيش البولندي.
في عام 2011، وفقاً لاستطلاع أجرته مؤسسة «تي أن أس بولسكا»، أيد 54% من البولنديين الشراكات المثلية، بينما أيد 27% زواج المثليين.
في استطلاع عام 2013 الذي أجراه مركز «سيبوس»، كان 68% من البولنديين ضد المثليين والمثليات الذين يظهرون نمط حياتهم بشكل علني، وكان 65% من البولنديين ضد الاتحادات المدنية المثلية، وكان 72% ضد زواج المثليين وكان 88% ضد تبني المثليين للأطفال.
في استطلاع للرأي أجراه مركز «سيبوس» في أغسطس 2013، ذكرت أغلبية من 56% من المشاركين أن «المثلية الجنسية خاطئة دائما ولا يمكن تبريرها أبداً». ذكر 26% أنه لا يوجد شيء خطأ في ذلك ويمكن أن يكون مبررًا على الدوام«. وكان 12% غير مبالين.»
وجد استطلاع للرأي أجراه مركز سيبوس في فبراير 2014 أن 70% من البولنديين يعتقدون أن النشاط الجنسي المثلي «غير مقبول أخلاقياً»، بينما يعتقد 22% فقط أنه «مقبول أخلاقياً».

### استطلاعات الرأي
| تأييد البولنديين للاعتراف القانوني بالعلاقات المثلية | 2001 | 2001 | 2002 | 2002 | 2003 | 2003 | 2005 | 2005 | 2008 | 2008 | 2010 | 2010 | 2011 | 2011 | 2013 | 2013 | 2017 | 2017 |
| تأييد البولنديين للاعتراف القانوني بالعلاقات المثلية | نعم  | لا   | نعم  | لا   | نعم  | لا   | نعم  | لا   | نعم  | لا   | نعم  | لا   | نعم  | لا   | نعم  | لا   | نعم  | لا   |
| ---------------------------------------------------- | ---- | ---- | ---- | ---- | ---- | ---- | ---- | ---- | ---- | ---- | ---- | ---- | ---- | ---- | ---- | ---- | ---- | ---- |
| "الشراكة المسجلة"                                    | –    | –    | 15%  | 76%  | 34%  | 56%  | 46%  | 44%  | 41%  | 48%  | 45%  | 47%  | 25%  | 65%  | 33%  | 60%  | 36%  | 56%  |
| "زواج المثليين"                                      | 24%  | 69%  | –    | –    | –    | –    | 22%  | 72%  | 18%  | 76%  | 16%  | 78%  | 25%  | 65%  | 26%  | 68%  | 30%  | 64%  |
| "حقوق التبني"                                        | 8%   | 84%  | –    | –    | 8%   | 84%  | 6%   | 90%  | 6%   | 90%  | 6%   | 89%  | –    | –    | 8%   | 87%  | 11%  | 84%  |

| تأييد البولنديين للأبوة والأمومة للمثليين                  | 2014 | 2014 |
| تأييد البولنديين للأبوة والأمومة للمثليين                  | نعم  | لا   |
| ---------------------------------------------------------- | ---- | ---- |
| حق امرأة مثلية لأمومة طفل شريكتها                          | 56%  | 35%  |
| هذه الحالة في الأعلى مقبولة أخلاقيا                        | 41%  | 49%  |
| حق شريكين مثليين في الحضانة المؤقتة لطفل أحد الأقارب الميت | 52%  | 39%  |
| هذه الحالة في الأعلى مقبولة أخلاقيا                        | 38%  | 53%  |

| تأييد البولنديين للاعتراف القانوني بالعلاقات المثلية، 2012 | الشركاء المغايرون | الشركاء المغايرون | الشركاء المثليون | الشركاء المثليون |
| تأييد البولنديين للاعتراف القانوني بالعلاقات المثلية، 2012 | نعم               | لا                | نعم              | لا               |
| ---------------------------------------------------------- | ----------------- | ----------------- | ---------------- | ---------------- |
| "الشراكة المسجلة"                                          | 72%               | 17%               | 23%              | 65%              |
| "الحق في أخذ المعلومات الطبية"                             | 86%               | –                 | 68%              | –                |
| "الحق في الميراث"                                          | 78%               | –                 | 57%              | –                |
| "الحق في حساب مشترك للضرائب"                               | 75%               | –                 | 55%              | –                |
| "الحق في وراثة معاش شريك متوفى"                            | 75%               | –                 | 55%              | –                |
| "الحق في استرداد الأموال في المعالجات في المختبر"          | 58%               | –                 | 20%              | –                |
| "الحق في تبني طفل"                                         | 65%               | –                 | 16%              | –                |

| تأييد البولنديين للاعتراف القانوني بالعلاقات المثلية | 2011 TNS OBOP | 2011 TNS OBOP | 2013 Homo Homini | 2013 Homo Homini | 2017 IPSOS | 2017 IPSOS |
| تأييد البولنديين للاعتراف القانوني بالعلاقات المثلية | نعم           | لا            | نعم              | لا               | نعم        | لا         |
| ---------------------------------------------------- | ------------- | ------------- | ---------------- | ---------------- | ---------- | ---------- |
| "شراكة مسجلة"                                        | 54%           | 41%           | 55%              | 39%              | 52%        | 43%        |
| "زواج المثليين"                                      | 27%           | 68%           | 27%              | 69%              | 38%        | 57%        |
| "حقوق التبني"                                        | 7%            | 90%           | 14%              | 84%              | 16%        | 80%        |

| حقوق أحد مثلي الجنس ك... (معهد سيبوس، يوليو 2005) | مثلي الجنس (نعم) | مثلي الجنس (لا) | مثلية الجنس (نعم) | مثلية الجنس (لا) |
| ------------------------------------------------- | ---------------- | --------------- | ----------------- | ---------------- |
| جار                                               | 56%              | 38%             | 54%               | 40%              |
| زميل في العمل                                     | 45%              | 50%             | 42%               | 53%              |
| رئيس في العمل                                     | 41%              | 53%             | 42%               | 53%              |
| نائب برلماني                                      | 37%              | 57%             | 38%               | 56%              |
| معلم                                              | 19%              | 77%             | 21%               | 75%              |
| مربي أطفال                                        | 11%              | 86%             | 14%               | 83%              |
| قس                                                | 13%              | 82%             | -                 | -                |

## السياسة
تؤيد الأحزاب اليسارية بشكل عام حركة حقوق المثليين وتصوت لصالح قوانين حقوق المثليين الجديد. يؤيد كل من تحالف اليسار الديمقراطي، الحزب الحديث، حزب العمل المتحد وحركتك. تعتبر الأحزاب اليمينية الأخرى، مثل المنبر المدني وحزب العدالة والقانون البولندي وحزب الشعب البولندي، بوجه عام ضد أي تغييرات في التشريعات. من بين هؤلاء، يتخذ حزب القانون والعدالة أقوى موقف معارض فيما يتعلق بقضايا المثليين.

### حزب القانون والعدالة
بعد انتخابات عام 2005، أصبح حزب القانون والعدالة في السلطة. وشكلوا حكومة ائتلافية مع حزب رابطة الأسر البولندية وحزب الدفاع عن النفس . وكثيرا ما وصف سياسيو هذه الأحزاب بـ «المعادين للمثليين» من قبل الناشطين في مجال حقوق المثليين، سواء قبل أو بعد انتخابات عام 2005. قامت عدة شخصيات حكومية بارزة بتعليقات معادية للمثليين وغير علمية فيما يتعلق بالمثلية، وحاولت قمع حرية التعبير وحرية التجمع للأشخاص من مجتمع المثليين.
في 5 تموز / يوليو 2006، صرّح رئيس بلدية وارسو ميروسواف كوكالسكي، فيما يتعلق بمسيرة فخر وارسو للمثليين (بارادا روونيسكي)، بأن المسيرة «غير أخلاقية وتشكل خطرا على سكان وارسو».
في 7 أغسطس 2006، باويو زيزاك، رئيس تحرير مجلة حزب القانون والعدالة، «دورة لليمين!» كتب أن المثليين جنسياً «حيوانات» و «مبعوثون من الشيطان لتدمير الكنيسة الكاثوليكية».
في مدينة كوشتشزينا، فالديمار بونكوفسكي، وهو عضو بارز في حزب القانون والعدالة، وعلقت لافتة كتب عليها «اليوم انها المثليون والمثليات جنسيا- ما هي الخطوة التالية، بهيمية؟ هل أن الحرية والديمقراطية لا، هذا مرض لدينا! البابا البولندي يتطلع من السماء ويسأل» إلى أين تذهب، بولندا؟" "على جدار مقر الحزب المحلي.
في مقابلة عام 2009 مع غازيتا فيبورتسا، ذكر رئيس الوزراء البولندي السابق كازيميرز مارشينكيفيتش أن رأيه حول المثليين جنسيا تغير عندما التقى مهاجرا بولنديا مثلي الجنس في لندن. وذكر الرجل أنه «فر من بولندا لأنه مثلي ولم يكن لديه الحرية في بلاده». استنتج مارسينكيفيتش أنه لا يريد أن يهرب أي شخص من بولندا. وقد وصف مارشينكيفيتش في السابق المثلية الجنسية بأنها «مفروضة» و «غير طبيعية».
في مقابلة عام 2015، سُئل الرئيس المنتخب، أندجي دودا، عن حزب العدالة والقانون، عما إذا كان سيوظف شخصا مثلي الجنس. أجاب أنه لن يهتم بالعلاقات الشخصية، طالما أن الشخص الذي سيعمل معه لن يسير نصف عاريا. ذكر أندجيه دودا أيضا أن «الأمور الحيوية للمجتمع لا يتم التعامل معها بينما يتم التعامل مع الآخرين، دون أدنى شك متصل بالإيديولوجية اليسارية. إنهم، في رأيي، يدمرون الأسرة التقليدية التي، منذ فجر البشرية، قامت بالتطور والتحمل».
في نوفمبر 2018، أفيد بأن الرئيس أندجي دودا سيؤيد فرض حظر على «الدعاية المثلية»، استنادا إلى قانون الدعاية المثلية الروسي. وقال: «أعتقد أن هذا النوع من الدعاية لا ينبغي أن يحدث في المدارس، بل يجب أن يعارضه بهدوء وباستمرار»، وأن «هذا القانون قد تم إنشاؤه وسيتم كتابته بشكل جيد، وأنا لا أستبعد بأنني سأتعامل معه بجدية». قانون كهذا لو طبق فإنه سينتهك الدستور البولندي والاتفاقية الأوروبية لحقوق الإنسان.
في نوفمبر/تشرين الثاني 2018، بعد ضغوط وتهديدات من الحكومة، ألغت أكثر من 200 مدرسة حملة مناهضة للتنمر أطلق عليها اسم «جمعة قوس قزح»، والتي روجتها الحملة ضد رهاب المثلية على أمل بناء قبول أكبر للطلاب من مجتمع المثليين في بولندا ولمكافحة رهاب المثلية في المدارس. وقد حذرت وزيرة التعليم، آنا زاليفسكا، من أنه قد يواجه أي مدراء سمحوا بمثل هذه الأحداث أن تقام عواقب سلبية. كما طلبت من الوالدين الإبلاغ عن مثل هذه الأنشطة للسلطات، ولكن أفيد أن العديد من الطلاب تحدوا الحظر وتحولوا إلى المدرسة بألوان قوس قزح، ورفضت العديد من المدارس الامتثال لهذه التحذيرات المناهضة للحرية.

### رابطة الأسر البولندية
في انتخابات 2005، فازت رابطة الأسر البولندية بنسبة 8% من الأصوات و 34 مقعدا في مجلس النواب. دخلوا في تحالف الحكومة مع حزب القانون والعدالة وحزب الدفاع الذاتي.
وفي 19 أيار/مايو 2006، ذكر ميروسواف أوجيخوفسكي، نائب وزير التربية والتعليم، أن مشروعا دوليا نظمته منظمات غير حكومية للمثليين ومزدوجي التوجه الجنسي والمتحولين جنسيا مدعوم ماليا من برنامج المفوضية الأوروبية للشباب سيؤدي إلى «إفساد الشباب».
دعا فويتشيخ فيزيسكي وهو عضو سابق في البرلمان الأوروبي، نائب في مجلس النواب البولندي حينها عن رابطة الأسر البولندية في يونيو 2005، أثناء وجوده في البرلمان الأوروبي، إلى «عدم التسامح مع المثليين جنسياً والمنحرفين».
في 11 أيار/مايو 2006، لما كان فيزيسكي نائبا برلمانيا، أدان فخر وارسو. وأثناء إدانته للمسيرة، قال إن «المنحرفين» ينبغي «ضربهم بالهراوات». وعلق أيضا على الوجود المحتمل للسياسيين الألمان في العرض، قائلاً «إنهم ليسوا سياسيين جديين، لكن مثليون فقط، وستمنعهم ضربات الهراوات تمنعهم من المجيء مرة أخرى. إن المثليين جبناء بالتعريف». وبعد يوم واحد، كتب رسالة إلى وزير الداخلية والإدارة ووزير العدل، دعا فيها وكالات إنفاذ القانون إلى التحقق من المصادر القانونية وغير القانونية لتمويل منظمات الناشطين المثليين. واتهم منظمات المثليين بالتورط مع المتحرشين بالأطفال والاتجار غير المشروع بالمخدرات. كما أعرب عن رغبته في معرفة ما إذا كانت المنظمات المثلية اخترقت المدارس البولندية. وردا على ذلك، أمر المدعي العام للدولة جميع المدعين العامين بالتحقق بعناية من تمويل منظمات المثليين، وارتباطهم المزعوم بالحركات الإجرامية ووجودهم في المدارس. في 2 يونيو/حزيران 2006، رفض المدعي العام لمقاطعة وارسو شكوى بشأن تصريحات فيزيسكي ، لأن «البيانات لا يمكن اعتبارها تهديدًات أو مشجعة للجريمة».
في 8 يونيو/حزيران 2006، قام رومان غيتيخ، نائب رئيس وزراء بولندا ووزير التعليم، بفصل ميروسواف سيلاتوكي، مدير مركز تدريب المعلمين الوطنيين أثناء الخدمة، لأن «الكثير من الكتب تشجع المعلمين على تنظيم اجتماعات مع المنظمات المثلية غير الحكومية مثل الحملة ضد رهاب المثلية أو جمعية لامدا» ولأن «هذه الكتب كانت تنتقد الوضع القانوني في معظم البلدان الأوروبية، بما في ذلك بولندا، فيما يتعلق بعدم الاعتراف بزواج المثليين باعتباره شكلاً من أشكال التمييز». وقال المدير الجديد للمركز أن «الممارسات المثلية تؤدي إلى الدراما والفراغ والانحطاط».
وفي 21 مايو / أيار 2006، قال رومان غيتيخ أن «منظمات المثليين تُرسل المتحوّلين جنسيا إلى رياض الأطفال وتطلب من الأطفال تغيير جنسهم».
في مارس/آذار 2007، اقترح رومان غيتيخ مشروع قانون كان سيحظر على الأشخاص المثليين ممارسة مهنة التدريس، كما أنه كان سيسمح بإقالة هؤلاء المعلمين الذين يروجون «لثقافة أسلوب حياة المثليين جنسياً». في ذلك الوقت، كان غيتيخ نائب رئيس وزراء بولندا ووزير التعليم. اكتسب الاقتراح الكثير من الاهتمام في وسائل الإعلام وتمت إدانته هلى نطاق واسع من قبل المفوضية الأوروبية، من قبل منظمة هيومن رايتس ووتش، ومن قبل اتحاد المعلمين البولنديين كذلك، الذي نظم مسيرة عبر وارسو (حضرها 10,000 شخص) تدين سياسة الوزارة. لم يتم التصويت على مشروع القانون، وسرعان ما فشلت الحكومة، مما أدى إلى انتخابات برلمانية جديدة لم تفز فيها رابطة الأسر البولندية بأية مقاعد برلمانية.
في عام 2007، أجرى برنامج تلفزيوني استطلاع للرأي مرتبطا بخطاب رومان غيتيخ في اجتماع وزراء التعليم في الاتحاد الأوروبي في هايدلبرغ. سأل مقدم الاستطلاع المستجيبين إذا كانوا متفقين مع تصريحات الوزير غيتيخ:
- «الدعاية المثلية تنمو في أوروبا، وتصل إلى الأطفال الأصغر وتضعف الأسرة.» - وافق 40% على ذلك، في مقابل عدم موافقة 56%.[88]
- «الدعاية المثلية يجب أن تكون محدودة، لكي لايكون للأطفال منظور غير لائق على الأسرة.» - وافق 56% على ذلك، في مقابل عدم موافقة 44%.[88]
- «المثلية الجنسية هي انحراف، لا يمكننا أن نشجعها كعلاقة طبيعية بين شخصين مثليين في تعليم الشباب، لأنهم بشكل موضوعي انحرافات عن القانون الطبيعي.» - وافق 44% على ذلك، في مقابل عدم موافقة 52%.[88]

### المنبر المدني
في عام 2013، قال الرئيس البولندي السابق والفائز بجائزة نوبل ليخ فاونسا أن النواب مثليي الجنس يجب أن يجلسوا في الجزء الخلفي من البرلمان أو حتى وراء جدار، وينبغي ألا يتولوا المناصب الهامة في البرلمان. وقال أيضا أن مسيرات الفخر لا ينبغي أن تتم في مراكز المدينة، ولكن في ضواحي المدن. وذكر الرئيس السابق أيضا أنه ينبغي ألا تفرض الأقليات نفسها على الأغلبية. لا يمكن اتهام فاونسا بالتحريض على الكراهية لأن قانون العقوبات البولندي لا يتضمن التحريض على الكراهية ضد التوجه الجنسي.

### حركتك
يدعم حزب حركتك حقوق المثليين، بما في ذلك زواج المثليين والاتحاد المدني. يعتبر روبرت بيدرون عضوا بارزا في الحزب وهو ناشط مثلي الجنس وعضو سابق في مجلس النواب (2011-2014)، ورئيس بلدية سووبسك السابق (2014-2018). وقد تم وصفه بأنه نجم سياسي شاب صاعد في بولندا، وينظر إليه على أنه أحد المرشحين الأوفر حظًا للرئاسة. حثه الرئيس السابق ألكسندر كفاشنيفسكي على الترشح للرئاسة عام 2020. وضعته استطلاعات الرأي حاليا في المركز الثالث، خلف أندجي دودا ودونالد توسك.
تحدث بيدرون عن تغيير اجتماعي كبير نحو المثلية الجنسية ومجتمع المثليين. تعرض في بعض الأحيان للضرب والإهانة علانية في الشوارع، لكنه قال في عام 2018 أن السكان يبتسمون ويحيونه. بصفته عمدة، يقوم بيدرون بتزويج الأزواج المحليين، وقال «أنا غيور للغاية لأني أرى سعادتهم. أنا في علاقة منذ 15 سنة مع شريكي وما زال هذا حلما. ليس من العدل أنه في عام 2018 لا يمكن لزوجين أن يتزوجا إذا كانا يحبان ويلتزمان لبعضهما البعض.»

### الربيع
في عام 2019، أطلق روبرت بيدرون حزب الربيع، وهو حزب سياسي تقدمي يقترح في برنامجه تقنين الشراكات المدنية للشركاء المثليين والشركاء المغايرين، وتشريع زواج المثليين.

## حراك حقوق المثليين في بولندا

### فخر وارسو

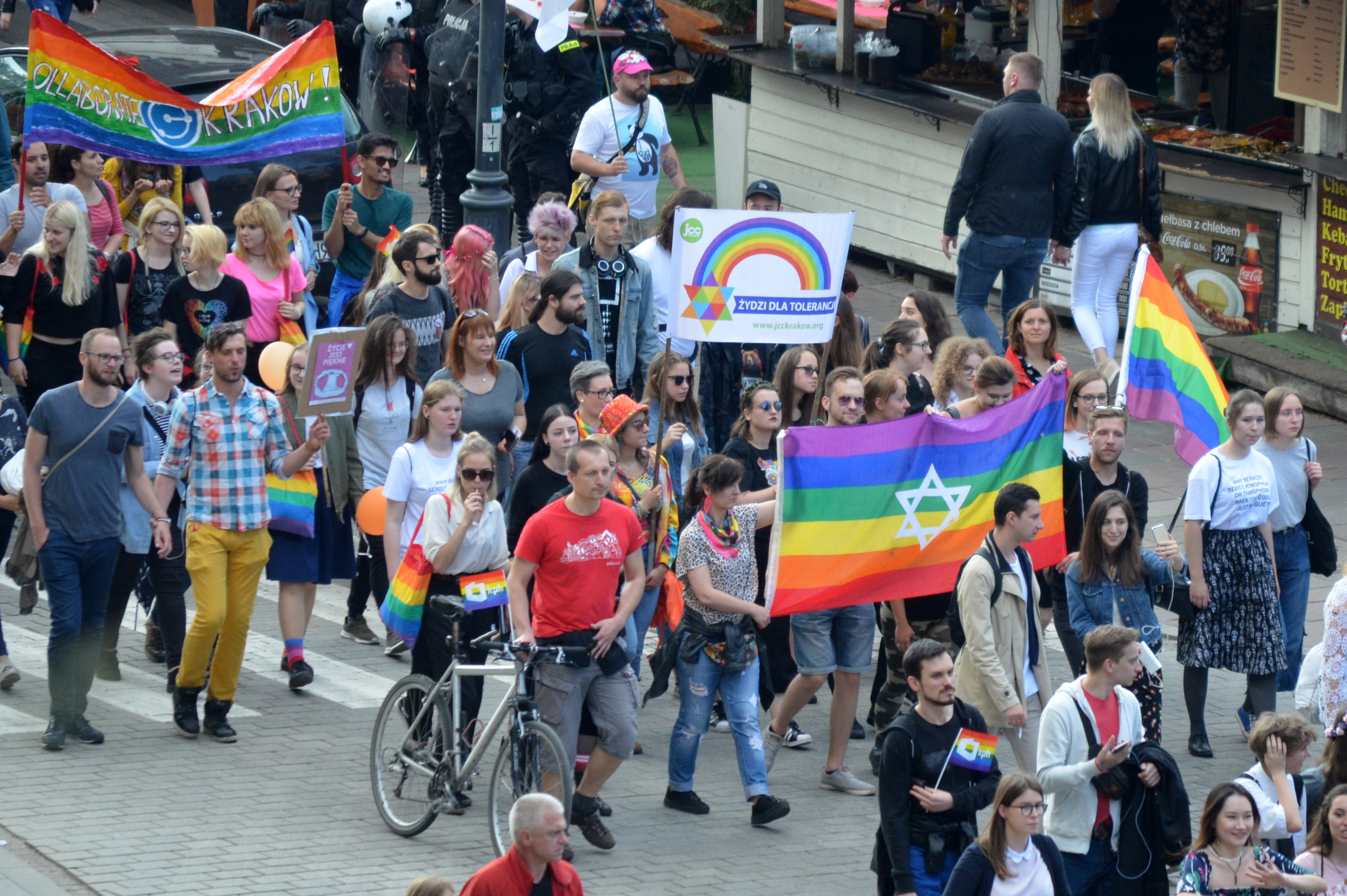
مسيرة فخر كراكوف للمثليين في عام 2018

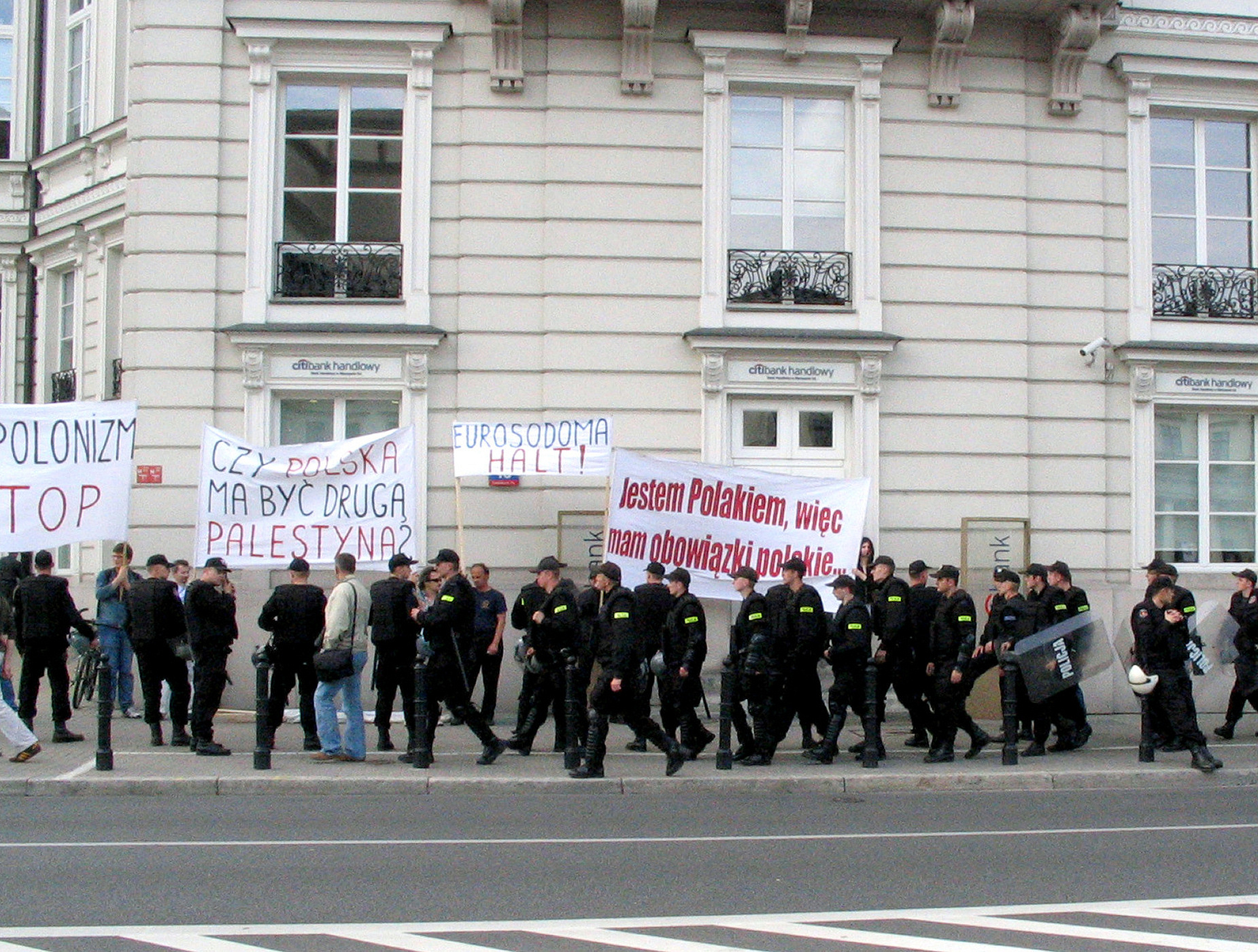
متظاهرون معارضون للمثليين في فخر وارسو في عام 2006

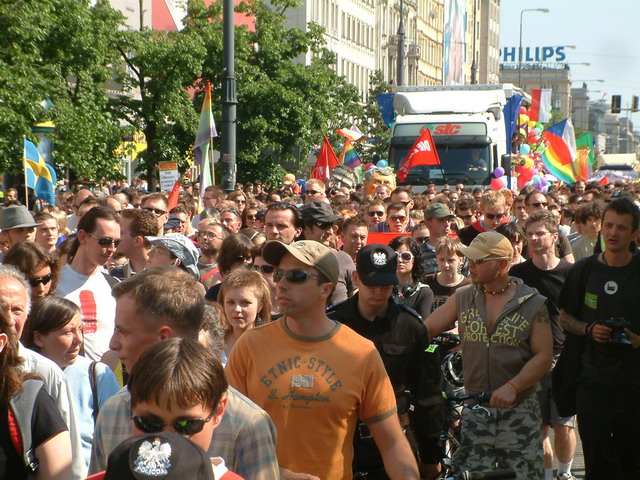
فخر وارسو في عام 2007

أكبر جانب من جوانب حراك حقوق المثليين في بولندا هو مسيرة فخر وارسو للمثليين المعروفة ب«مسيرة المساواة» (بالبولندية: Parada Równości) التي تقام في وارسو كل عام منذ عام 2001.
في عامي 2004 و 2005، رفض مسؤولو وارسو تقديم إذن بتنظيمه، وذلك لأسباب مختلفة بما في ذلك احتمال حدوث مظاهرات مضادة، والتدخل في الأعياد الدينية أو الوطنية، وعدم وجود تصريح. على الرغم من ذلك، قام حوالي 2,500 شخص بالسير في 11 يونيو 2005. وتم اعتقال 10 أشخاص. تم إعلان الحظر غير قانوني بموجب الحكم في قضية باتكوفسكسي ضد بولندا الصادر عن المحكمة الأوروبية لحقوق الإنسان في عام 2007.
وقد أدان الرئيس السابق ليخ كاتشينسكي فخر وارسو، وقال إن السماح بحدث رسمي للفخر في وارسو سيعزز «نمط حياة المثليين».
استمرت فعاليات فخر وارسو بشكل منتظم منذ عام 2006، حيث اجتذبت الحشود أقل من 10,000 شخص كل عام، حتى عام 2015 عندما جذبت المسيرة 18,000 ألف زائر. ومنذ ذلك الحين، ازداد الحضور بشكل كبير، وبلغت ذروتها في مسيرة 2018 الذي اجتذب 45,000 من الحضور.
في عام 2005، كان 33% من سكان وارسو لصالحتنظيم فخر وارسو. في عام 2008، انخفض هذا الرقم إلى 25%.
أظهر استطلاع رأي عام 2010، أجرته «بي بي أس» لصالح غازيتا فيورشا، أن 45% من سكان وارسو يدعمون المسيرة.
في السنوات الأخيرة، اجتذبت المسيرة دعما واسع النطاق من الشركات والحكومات الإقليمية. كان الشريك الرئيسي في موكب 2018 هو حكومة محافظة مازوفيا، التي تعتبر وارسو جزءاً منها.

### قوس قزح
قوس قزح وارسو (تينتشا) (بالبولندية: Tęcza) عبارة عن بناء فني في شكل قوس قزح عملاق مصنوع من الزهور الاصطناعية، صممته الفنان البولندي يوليتا فوييسك، ويقع في ساحة القديس المخلص في العاصمة البولندية وارسو منذ صيف عام 2012.
يرتبط رمز قوس قزح أيضا مع حركة حقوق المثليين، وضع قوس قزح وارسو في ساحة القديس المخلص في وارسو أثار بعض الجدل. وقد تم تخريبه خمس مرات إلى غاية نوفمبر 2013، وذلك بحرقه عادة. تضررت عملية التركيب في 13 سبتمبر 2012، 1 يناير 2013 (تم الحكم على هذه العملية بأنها أضرار عرضية للألعاب النارية)، 4 يناير 2013، يوليو 2013 ومرة أخرى خلال مسيرات يوم الاستقلال البولندي في 11 نوفمبر 2013. وقعت حادثة نوفمبر/تشرين الثاني 2013 في خلفية مظاهرة أوسع نطاقاً قام بها ناشطون يمينيون، اشتبكوا مع الشرطة وخربوا أجزاء أخرى من المدينة أيضاً، وهاجموا أيضاً السفارة الروسية في وارسو.
وانتقدت الشخصيات المحافظة واليمينية التنصيب. وقد وصف بارتوش كوفناكي، السياسي عن حزب القانون والعدالة، البناء الفني بأنه «قوس قزح الشواذ» (بالبولندية: pedalska tęcza). وشكا سياسي آخر عن حزب القانون والعدالة، وهو ستانيسواف بيينتا، من أن «قوس قزح البشع قد أضر بمشاعر المؤمنين» (الذين يحضرون كنيسة المخلص القريبة). ووصف الكاهن تاديوس ريدزوك من إذاعة راديو ماريا، بأنه «رمز للانحراف».
بعد حادثة نوفمبر 2013، حصلت إعادة إعمار قوس قزح على دعم من الجماعات اليسارية والليبرالية. أعلنت رئيسة بلدية وارسو خانا غرونكيفيتز-والتز عن حزب المنبر المدني أنه «سيعاد بناؤه عدة مرات حسب الضرورة». وأيدت عدة شخصيات من المشاهير البولنديين التثبيت، بما في ذلك إيديتا غورناك، كاترينا زيلينسكا، مونيكا أوليينيك وميتخاو بيروغ. كما أيدها السفير السويدي في بولندا والناشط في حقوق المثليين ستافان هيرستروم.
تمت إزالة قوس قزح نهائيًا في نهاية أغسطس 2015.
تم تدشين تركيب قوس قزح جديد «غير قابل للكسر»، مصنوع من الضوء المنعكس عبر الماء، في يونيو 2018.

### الرأي العام
في استطلاع عام 2014، الذي أجراه مركز «سيبوس» للدكتور ناتاليا زيمنيفيتش، أن 30% من البولنديين يريدون فرض حظر على الترويج العام للمحتويات المثلية، وأن 17.3% لا يؤيدون هذا الحظر، ولكنهم يريدون شكلا آخر من أشكال تقييد حرية تشجيع مثل المعلومات.
اعتقد 52.5% أن المقياس الحالي للترويج لمحتوى المثليين مفرط، وقال 27.9% أنهم يشمئزون من صور مسيرات أو ممارسات المثليين، في حين اعتقد 22.3% أن الإعلام يبعث الصورة الحقيقية للمثلية الجنسية و 29.3% يعتقدون أن محتوى المثليين ليس مسألة خاصة بمجتمع المثليين، لكنها تؤثر على الأطفال والمواطنين الآخرين.

### قضايا قانونية
بعض الأزواج في بولندا يناضلون من أجل الاعتراف بالزواج في المحكمة الأوروبية لحقوق الإنسان، مثل ما حدث في قضية أندرسن ضد حكومة بولندا.

## ملخص
| قانونية النشاط الجنسي المثلي                                                             | (كان دوما قانونيا، تم تأكيد ذلك قانونيا في عام 1932)                             |
| المساواة في السن القانوني للنشاط الجنسي                                                  | Yes                                                                              |
| قوانين مكافحة التمييز في التوظيف                                                         | (منذ عام 2003)                                                                   |
| قوانين مكافحة التمييز في توفير السلع والخدمات                                            | (منذ عام 2018)                                                                   |
| قوانين مكافحة التمييز في جميع المجالات الأخرى (تتضمن التمييز غير المباشر، خطاب الكراهية) | No                                                                               |
| قوانين مكافحة التمييز تشمل الهوية الجندرية                                               | No                                                                               |
| قوانين جرائم الكراهية تشمل التوجه الجنسي والهوية الجندرية                                | (في الانتظار)                                                                    |
| زواج المثليين                                                                            | (يتم الاعتراف بزواج المثليين المنعقد في الاتحاد الأوروبي لأغراض الهجرة منذ 2018) |
| الشراكة المسجلة                                                                          | (في الانتظار)                                                                    |
| الاعتراف القانوني بالعلاقات المثلية                                                      | (بعض حقوق المساكنة غير المسجلة المحدودة)                                         |
| السماح للشخص العازب بالتبني بغض النظر عن توجهه الحنسي                                    | Yes                                                                              |
| تبني أحد الشريكين للطفل البيولوجي للشريك الآخر                                           | No                                                                               |
| التبني المشترك للأزواج المثليين                                                          | No                                                                               |
| يسمح للمثليين والمثليات الخدمة علناً في القوات المسلحة                                    | Yes                                                                              |
| الحق بتغيير الجنس القانوني                                                               | Yes                                                                              |
| علاج التحويل محظور على القاصرين                                                          | No                                                                               |
| الحصول على أطفال أنابيب للمثليات                                                         | (متاح فقط للنساء المغايرات المتزوجات)                                            |
| الأمومة التلقائية للطفل بعد الولادة                                                      | No                                                                               |
| تأجير الأرحام التجاري للأزواج المثليين من الذكور                                         | (محظور لجميع الأزواج بغض النظر عن التوجه الجنسي)                                 |
| السماح للرجال الذين مارسوا الجنس الشرجي بالتبرع بالدم                                    | (منذ عام 2005)                                                                   |